# آلکس کید

آلکس کید (به انگلیسی: Alex Kidd) (به ژاپنی: アレックスキッド) شخصیت اصلی و قابل‌بازی سری بازی‌های ویدئویی آلکس کید است. این شخصیت مدتی شگون‌نمای شرکت سگا بود. آلکس کید پسری نوجوان شبیه میمون با گوش‌ها و مشت‌هایی بزرگ است. او یک لباس چتربازی قرمز بر تن دارد.

## بازی‌ها
- آلکس کید در دنیای شگفت‌انگیز
- آلکس کید: ستاره‌های گمشده
- مسابقه دوچرخه‌سواری آلکس کید
- آلکس کید: دنیای فناوری پیشرفته
- آلکس کید در قلعه جادوشده
- آلکس کید در دنیای شینوبی
- آلکس در بازی‌های تنیس فوق‌ستاره‌های سگا و اتوموبیلرانی تمام ستارگان سونیک و سگا نیز به عنوان یکی از شخصیت‌های قابل انتخاب حضور دارد.